# Cantiere navale Viktor Lenac

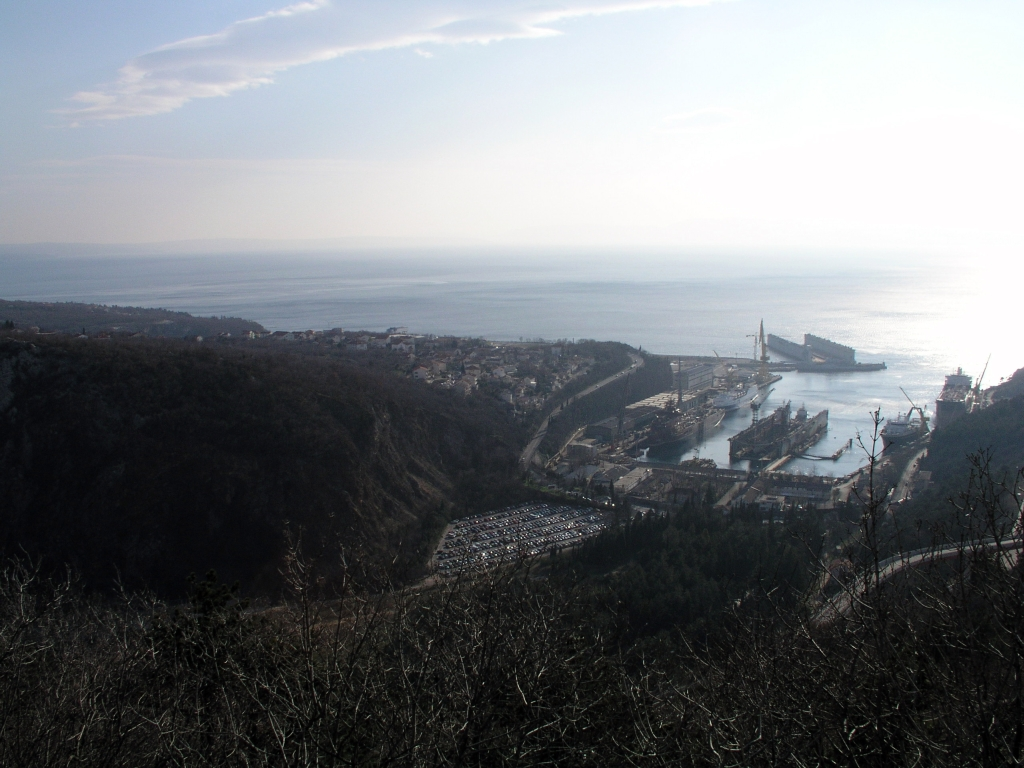
Il cantiere Viktor Lenac

Il cantiere navale Viktor Lenac si trova a Costrena in località San Martino di Liburnia (in croato Martinšćica), nei pressi di Fiume.
Il cantiere era stato fondato nel 1896 con il nome "Lazarus" nel porto di Fiume. All'epoca veniva utilizzato per la costruzione e la riparazione di mercantili e pescherecci italiani ed austro-ungarici.
Al termine della prima guerra mondiale dopo varie vicissitudini politiche, con il Trattato di Roma, siglato il 27 gennaio 1924 veniva sancito il passaggio di Fiume.
Il "Cantiere Lazarus" si trovava all'interno del Porto Baross, che il trattato di Roma assegnava alla Jugoslavia con la località di Sussak. Sussak aveva nel 1939 16.000 abitanti e costituiva il maggior porto marittimo della Jugoslavia, sede e base della società Jugolijnea, la compagnia marittima di bandiera e di altre società minori.
Al termine della seconda guerra mondiale, il cantiere nel 1948 è stato ribattezzato con l'attuale nome Viktor Lenac.
In seguito all'accrescimento delle commesse negli anni settanta il cantiere venne spostato da Fiume alla baia di Martinšćica che è abbastanza profonda e protetta sufficientemente dai venti e dalle onde. La baia si trova a circa 2 miglia sul lato orientale della città di Fiume. Dopo lo spostamento a Martinšćica il cantiere incrementò le sue capacità produttive con un aumento delle commesse di lavoro.
Dopo l'indipendenza croata il cantiere dal 1993 è stato totalmente privatizzato.
Dopo un periodo di crisi nel quale per il cantiere era stato avviato il procedimento fallimentare gli stabilimenti di Martinšćica sono stati rilevati dall'Uljanik di Pola e della Tankerska Plovidba di Zara ed i dipendenti del Cantiere Lenac sono diventati essi stessi azionisti della loro società.
Il ruolo del cantiere nei piani della nuova proprietà sarà quello di curare la manutenzione della flotta commerciale croata, un lavoro che attualmente deve essere svolto per la maggior parte all'estero. In questo cantiere è stato risistemato il panfilo Cristina di Aristotele Onassis, dopo l'acquisto da parte dell'armatore greco John Paul Papanicolaou, lo stesso che successivamente ha acquistato il Galeb che durante il Regime comunista fu lo yacht presidenziale di Tito con l'intenzione di farne uno yacht per crociere di lusso, ma abbandonata l'idea la nave attualmente è ormeggiata in una banchina del porto di San Martino di Liburnia in pessimo stato.